# Nieznana z imienia córka Aleksandra I Wielkiego
Nieznana z imienia córka Aleksandra I Wielkiego (ur. ok. 1415, zm. 1438) – cesarzowa Trapezuntu, żona Jana IV Wielkiego Komnena (1429–1459).

## Życiorys
Była córką króla Gruzji Aleksandra I Wielkiego (koregent ok. 1408–1412, król 1412–1442) z dynastii Bagratydów.
Około roku 1426 poślubiła Jana IV Wielkiego Komnena (1429–1459). Mieli najprawdopodobniej jednego syna i przynajmniej jedną córkę (prawdopodobnie dwie):
- Aleksego (1455–1463), ściętego 1 listopada 1463 roku razem ze stryjem i braćmi stryjecznymi w Konstantynopolu przez sułtana Mehmeda II Zdobywcę,
- Teodorę, żonę Uzun Hasana z Ak Kojunlu,
- Eudoksję (Valenzę), żonę Niccolò Crispo, pana Siros (możliwe że była to siostra Jana IV, a nie jego córka).